# Caesalpinia exilifolia
Caesalpinia exilifolia  es una especie de  leguminosa de la familia de las fabáceas.

## Descripción
Es un arbusto que alcanza un tamaño de hasta 2 m de alto, con hojas con 3-5 pares de pinnas y foliolos de hasta 4 x 2 mm. Las flores en racimos de 10-16 cm, con flores de 10-15 mm  y legumbres amarillentas, cortamente pubescentes de 5 x 0,13 cm.

## Distribución geográfica
Se distribuye por Argentina en Salta, Tucumán y Catamarca a una altitud de 1600 a 2000 metros en los montes secos y pedregales de los cerros.

## Taxonomía
Caesalpinia exilifolia fue descrita por August Heinrich Rudolf Grisebach y publicado en Abhandlungen der Königlichen Gesellschaft der Wissenschaften zu Göttingen 19: 128. 1874.
Etimología
Caesalpinia: nombre genérico que fue otorgado en honor del botánico italiano Andrea Cesalpino (1519-1603).
exilifolia: epíteto latino que significa "con hojas pequeñas".